# لوماري متغير
لوماري متغير (الاسم العلمي:Lomariopsis variabilis) هو نوع من النبات يتبع جنس اللوماري من الفصيلة اللومارية.